# Charlie Walsh
David Barry Vivian „Charlie“ Walsh, O.A.M., (* 13. März 1941) ist ein ehemaliger australischer Radsporttrainer und Radrennfahrer. Er ist der bisher erfolgreichste Radsportnationaltrainer des Landes.

## Laufbahn als Sportler
Charlie Walsh war Profi-Radrennfahrer von 1963 bis 1978. Er startete bei zwölf Sechstagerennen, von denen er zwei gewann: 1967 mit Sydney Patterson das von Adelaide und 1968 das von Whyalla mit Keith Oliver. 1969 gewann er das älteste noch stattfindende Bahnrennen der Welt, das Austral Wheel Race.

## Tätigkeit als Trainer
1980 wurde Walsh australischer Nationaltrainer beim Australian Institute of Sport (AIS) und arbeitete als solcher bis 2000. In diesen zwei Jahrzehnten gewannen die australischen Sportlerinnen und Sportler insgesamt 78 Goldmedaillen (sieben olympische, 35 WM-Medaillen sowie 36 Goldmedaillen bei Commonwealth Games), 50 Silbermedaillen (elf olympische, 20 WM-Medaillen und 19 bei Commonwealth Games) und 51 Bronzemedaillen (16 olympische, 27 WM-Medaillen sowie acht bei Commonwealth Games). Dabei stellten die von ihm betreuten Sportler 44 Rekorde auf, zwölf olympische, zehn WM- sowie 22-Commonwealt-Games-Rekorde.
Ein Höhepunkt der Arbeit von Walsh war der Gewinn der Goldmedaille durch den Bahn-Vierer bei den Olympischen Spielen 1984 in Los Angeles. Dies war die erste olympische Goldmedaille im Radsport für Australien seit 1956. Die erfolgreichen unter seinen Schützlingen wurden „Charlie’s Angels“ genannt.
Nach den Olympischen Spielen 2000 in Sydney trat Walsh von seinem Amt als Nationaltrainer zurück. Später gab er als einen seiner Rücktrittsgründe seine „Frustration“ wegen des internationalen Dopingproblems im Radsport an.

## Ehrungen
1982 und 1984 wurde Charlie Walsh als Coach of the Year von Australien geehrt, 1993 und 1995 sowohl als Individual Coach of the Year wie auch als Team Coach of the Year. 1987 wurde er mit der Medal of the Order of Australia ausgezeichnet.
1992 wurde Walsh in die Sport Australia Hall of Fame aufgenommen und 2015 in die Cycling Australia Hall of Fame.

## Kritik von Sportlern
Trotz seiner Erfolge und Ehrungen war Walsh als Trainer umstritten. So berichtete die Olympiasiegerin im Straßenrennen von 1992, Kathy Watt, über das Klima im Nationalteam unter Walsh: „It was very male, very chauvinistic. Charlie Walsh was against anybody not within the system“ („Es war sehr männlich, sehr chauvinistisch. Charlie Walsh war gegen jeden, der sich nicht einfügte.“). Sie habe einen Report von Sportpsychologen eingesehen, in dem häufig die Worte „subservient“ und „submissive“ (beides meint „unterwürfig“) benutzt worden seien, um die Atmosphäre in der Nationalmannschaft zu beschreiben. Watt selbst beendete wegen Walsh 2000 ihre Radsportlaufbahn; nachdem Walsh jedoch nach den Olympischen Spielen 2000 von seinem Traineramt zurückgetreten war, kehrte Watt 2003 in den Sport zurück.
1998 entschied sich der australisch-belgische Fahrer Matthew Gilmore künftig für Belgien zu starten, da er sich nicht unter Walshs Fittiche begeben wollte und deshalb regelmäßig für internationale Wettbewerbe nicht nominiert wurde.
2014 veröffentlichte der Olympiasieger von 1988, Scott McGrory, einen kritischen Artikel über Walshs Umgang mit den Fahrern. Er warf diesem „Coaching by fear of dismissal“ („Training mit der Angst vor dem Rausschmiss“) vor. Es habe eine Atmosphäre gnadenloser Auslese ohne persönliche Ansprache unter Walsh geherrscht. Der frühere Rennfahrer Baden Cooke sagte: „He tried to crush me as a person. I was lucky I was one of the guys who came out strong after it.“ („Er versuchte, mich als Person zu vernichten. Ich hatte Glück, ich war einer von denen, die dadurch stark wurden.“) Andere Fahrer hingegen seien „zerstört“ worden. Fahrer wie Dean Woods verteidigten Walsh mit Hinweis auf seine Erfolge.
Der australische Journalist und frühere Rennfahrer Jonathan Lovelock veröffentlichte wenige Tage nach O’Grady einen Artikel unter dem Titel The human cost of gold medals – The dark secrets of the Charlie Walsh era, in dem Fahrer wie Billy-Joe Shearsby, Darryn Hill und Robbie McEwen die Angaben von O’Grady bestätigten. Ewen drückte es plastischer aus: „Charlie warf Eier an die Wand, und die vier, die nicht zerbrachen, waren im Team.“ Hill, dessen Vater Brian schon 1998 in einem Interview berichtet hatte, dass die Sportler Angst vor Walsh hätten: „Heute noch bezahle ich für den Sch..., durch den wir durch mussten.“ Es habe lange gedauert, bis er die Folgen überwunden habe. Sein Vater Brian bestätigte 1998, dass es in der Mannschaft auch zu sexueller Belästigung komme, wollte sich aber nicht zu Einzelheiten äußern.